# Chapelle Notre-Dame-du-Bon-Secours du Turchon
 (avril 2020).
Si vous disposez d'ouvrages ou d'articles de référence ou si vous connaissez des sites web de qualité traitant du thème abordé ici, merci de compléter l'article en donnant les références utiles à sa vérifiabilité et en les liant à la section « Notes et références ».
Pour les articles homonymes, voir Notre-Dame-de-Bon-Secours et Chapelle Notre-Dame.
La Chapelle Notre-Dame-du-Bon-Secours, plus communément appelée chapelle du Turchon, est un édifice religieux catholique situé en Haute-Savoie, sur la commune de Saint-Jeoire-en-Faucigny, au lieu-dit « Le Turchon ».
La chapelle est dédiée à Notre-Dame de Bon-Secours et elle est appelée chapelle Notre-Dame-du-Bon-Secours ou plus communément appelée chapelle du Turchon.
Dans son ouvrage, l'abbé Pinget (1867) indiquait que la chapelle était dédiée à la Très Sainte-Vierge-Marie, tandis que d'autres documents la placent sous le vocable Saint-Joseph. 

## Localisation
La chapelle, située à Saint-Jeoire-en-Faucigny, en Haute-Savoie, a été édifiée au pied du rocher de Turchon. Une maison forte, sans lien avec la chapelle, était édifiée à proximité. 

## Historique
En 1651, a lieu un important « déluge », ou glissement de terrain, entre le hameau de Pouilly et le chef-lieu, qui s'arrête au lieu-dit le Turchon, sans avoir fait de victime. En 1659, une chapelle est édifiée sous les auspices de Claudine-Adrianne de Mouxy, baronne de Saint-Jeoire. La chapelle est consacrée le 11 septembre par l'évêque d'Annecy, Charles-Auguste de Sales.
Depuis 1765, elle devient un lieu de procession.
Au cours de l'occupation du duché de Savoie par les troupes révolutionnaire françaises (à partir de 1792), la chapelle est détruite.
En 1851, la chapelle est reconstruite par la famille de Montailleur. L'édifice doit être agrandi pour accueillir plus de pèlerins.